# Adolf Hilgenfeld

Adolf Hilgenfeld

Adolf Bernhard Christoph Hilgenfeld (* 2. Juni 1823 in Stappenbeck bei Salzwedel; † 12. Januar 1907 in Jena) war ein deutscher protestantischer Theologe.

## Leben und Werk
Hilgenfeld war der Sohn des Pfarrers Johann Christoph Hilgenfeld (1795–1879), dessen Vorfahren wiederum Mühlenbesitzer in Krüden gewesen waren. 1854 heiratete er die Tochter des Oberpredigers Gottfried Wolterstorff in Osterburg (Altmark) Luise (1826–1868), einem alten Pfarrergeschlecht in der Altmark entstammend. Aus dieser Ehe gingen drei Kinder hervor: der Dortmunder Gymnasialprofessor Rudolf (geb. 1857), Berta (1859–1935, unverheiratet) und Heinrich Hilgenfeld (1862–1945), Gymnasialprofessor in Jena und Lektor an der Universität. Nach dem Tod der ersten Frau heiratete Adolf Hilgenfeld Eugenie Zenker (1830–1909), die Tochter des Naturforschers Jonathan Karl Zenker, Professor in Jena. Die Familie zog in das Haus des Onkels von Eugenie, des Gründers des Erziehungsinstituts für Knaben, Gustav Zenker (1808–1875), das Frommannsche Anwesen am Fürstengraben.
Hilgenfeld studierte an der Universität Berlin und der Universität Halle. 1848 habilitierte er sich an der Universität Jena und wurde 1850 Extraordinarius und 1869 ordentlicher Honorarprofessor, aber erst 1890 Ordinarius für Neues Testament und ältere Kirchengeschichte. Er gehörte der Tübinger Schule an. Ab 1858 war er Herausgeber der Zeitschrift für wissenschaftliche Theologie.
Hilgenfeld war Ehrenbürger von Jena. Diese Würde wurde ihm am 28. Mai 1901 verliehen.
Ein Nachlass befindet sich in der Universitätsbibliothek Tübingen.

## Schriften
- Die elementarischen Recognitionen und Homilien. (1848)
- Die Evangelien und die Briefe des Johannes nach ihrem Lehrbegriff. (1849)
- Das Markusevangelium. (1850)
- Die Apostolischen Väter. (1853)
- Die Evangelien nach ihrer Entstehung und geschichtlichen Bedeutung. (1854)
- Das Urchristentum und seine neuesten Bearbeitungen. (1855)
- Die jüdische Apokalyptik in ihrer geschichtlichen Entwicklung. (1857)
- Novum Testamentum extra canonem receptum. (4 Bände, 1866; 2. Aufl., 1876–1884)
- Historisch-kritische Einleitung in das Neue Testament. (1875)
- Die Ketzergeschichte des Urchristentums. Leipzig 1884.
- Judentum und Judenchristentum: eine Nachlese zu der Ketzergeschichte des Urchristentums. Leipzig 1886.
- Acta Apostolorum graece et latine secundum antiquissimos testes. (1899)
- Ignatii et Polycarpi epistolae. (1902)